# Волумния
Волумния (на латински: Volumnia, Cytheris) е артистка и танцьорка през втората половина на 1 век пр.н.е. по времето на Цицерон и Марк Антоний.
Тя е освободена (вероятно гъркиня) и любовница на множество влиятелни мъже през нейното време. Като артистка тя има името Cytheris. Към списъка на нейните обожатели и любовници принадлежат нейният бивш собственик Публий Волумний, Марк Антоний, Марк Юний Брут и политика и поета Гай Корнелий Гал, който я нарича в произведенията си Lycoris.